# 33198 Mackewicz
33198 Mackewicz è un asteroide della fascia principale. Scoperto nel 1998, presenta un'orbita caratterizzata da un semiasse maggiore pari a 3,0732894 UA e da un'eccentricità di 0,0891017, inclinata di 1,82958° rispetto all'eclittica.